# Prolatiforceps fenestella
Prolatiforceps fenestella là một loài ruồi trong họ Asilidae. Prolatiforceps fenestella được Martin miêu tả năm 1975. Loài này phân bố ở vùng Tân nhiệt đới.